# Diocesi di Giustinianopoli di Galazia
La diocesi di Giustinianopoli di Galazia (in latino Dioecesis Iustinianopolitana in Galatia) è una sede soppressa del patriarcato di Costantinopoli e sede titolare della Chiesa cattolica.

## Storia
Giustinianopoli di Galazia, identificabile con Sivrihisar nell'odierna Turchia, è un'antica sede episcopale della provincia romana della Galazia Seconda nella diocesi civile del Ponto. Faceva parte del patriarcato di Costantinopoli ed era suffraganea dell'arcidiocesi di Pessinonte.
La sede non è menzionata da Michel Le Quien nell'opera Oriens Christianus. Sembra che il nome di questa diocesi abbia molto sofferto nelle fonti antiche. Nella Notitia Episcopatuum dello pseudo-Epifanio, composta durante il regno dell'imperatore Eraclio I (circa 640), si trova la diocesi Palías (Παλίας), mentre nella successiva Notitia, attribuita all'imperatore Leone VI (inizio X secolo), è menzionata la sede di Spaleías (Σπαλείας). Nel Synecdemus è invece riportata la dizione Spanías étoi Ioustiniavoupóleos (Σπανίας ήτοι Ιουστινιανουπόλεως, Spania o Giustinianopoli). Non è noto nessun vescovo di questa antica diocesi.
Dal 1933 Giustinianopoli di Galazia è annoverata tra le sedi vescovili titolari della Chiesa cattolica; la sede è vacante dal 12 maggio 1982.

## Cronotassi dei vescovi titolari
- Pierre Phạm Tần † (17 marzo 1959 - 24 novembre 1960 nominato vescovo di Thanh Hóa)[4][5]
- Carmine Rocco † (5 ottobre 1961 - 12 maggio 1982 deceduto)